# التجمع الشيوعي الثوري
التجمع الشيوعي الثوري هو منظمة تروتسكية في لبنان ترتبط مع المنظمة الدولية الرابعة.
تأسس التجمع الشيوعي الثوري في عقد 1970 ك«قسم» كامل من المنظمة الدولية الرابعة. أعاد المؤتمر العالمي لعام 2003 إعادة تنظيمه كمجموعة متعاطفة مما يعكس انخفاضا في عضوية المجلس.
تساهم المنظمة في وجهة النظر الدولية وإنبريكور.